# Paul Winter (atleta)
Paul Winter   (Ribeauvillé, 6 de febrer de 1906 - Poitiers, 22 de febrer de 1992) va ser un atleta francès, especialista en el llançament de disc, que va competir durant les dècades de 1920 i 1930.
El 1932 va prendre part en els Jocs Olímpics de Los Angeles, on va disputar dues proves del programa d'atletisme. Va guanyar la medalla de bronze en la prova del llançament de disc, mentre en la del llançament de pes fou tretzè. El 1936, als Jocs de Berín, quedà eliminat en sèries en la prova del llançament de disc.
El 1934 guanyà la medalla de plata en la prova del llançament de disc dels primers Campionats d'Europa d'atletisme que es van disputar a Torí.

## Millors marques
- Llançament de pes. 14,10 metres (1930)
- Llançament de disc. 50,71 metres (1932)[1][2]